# Mannophorus laetus
Mannophorus laetus là một loài bọ cánh cứng trong họ Cerambycidae.